# Buelh
Buèi (en francès Beuil) és un municipi francès situat al departament dels Alps Marítims i a la regió de Provença – Alps – Costa Blava.

## Demografia
| 1962                                       | 1968 | 1975 | 1982 | 1990 | 1999 | 2006 |
| ------------------------------------------ | ---- | ---- | ---- | ---- | ---- | ---- |
| 360                                        | 326  | 320  | 313  | 330  | 334  | 489  |
| Des de 1962: població sense dobles comptes |      |      |      |      |      |      |

## Administració
| Període   | Identitat               | Partit        |
| --------- | ----------------------- | ------------- |
| 1953-1959 | Serge Delipowski        |               |
| 1959-2001 | Louis-François Périssol |               |
| 2001-2003 | Jean-Charles Pourchier  |               |
| 2003-     | Raymond Ricci           | Divers droite |